# Telecomunicações de Pernambuco
Telecomunicações de Pernambuco S/A (TELPE) foi a empresa operadora de telefonia do sistema Telebras no estado de Pernambuco antes do processo de privatização em julho de 1998.

## História
Permaneceu em atividade de 1958 até o processo de privatização em 1998. Após esse processo as operações de telefonia fixa foram absorvidas pela Telemar (atual Oi).